# Roman Pacurkowski
Roman Pacurkowski, Roman Mychajłowycz Pacurkiwski (ukr. Роман Михайлович Пацурківський; ur. 23 września 1995) – ukraiński, a od 2017 roku polski zapaśnik startujący w stylu klasycznym. Zajął 27. miejsce na mistrzostwach świata w 2018.
Piąty na mistrzostwach Europy w 2021. Brązowy medalista wojskowych MŚ w 2021. Trzeci w indywidualnym Pucharze Świata w 2020. Zdobył cztery medale mistrzostw Polski, w tym złoty w 2020 i 2023.
Mistrz Europy U-23 w 2017, trzeci w 2018. Piąty na MŚ U-23 w 2017 roku. 
Jest mężem zapaśniczki Anheliny Łysak.